# Germán Busch (província)
Germán Busch é uma província da Bolívia localizada no departamento de Santa Cruz, sua capital é a cidade de Puerto Suarez.